# Cristian Crăciunoiu
Cristian Crăciunoiu (n. 20 decembrie 1951, București, România – d. 9 octombrie 2012) a fost un jurnalist de știință, scriitor și istoric român, specializat în principal pe subiectele marinei și aviației române, dar parțial și pe tema vehiculelor blindate.

## Biografie
A absolvit liceul „Nicolae Bălcescu” din București în 1970, iar în 1975 a obținut titlul de inginer al Institutului Politehnic din București. În 1981 a susținut lucrarea de doctorat „Echipamente Periferice de Calculatoare pentru Imprimare” cu Prof. Nicolae I. Manolescu.
A fost cadru didactic asociat în Catedra de Mecanică Fină a Institutului Politehnic București și a brevetat 7 invenții din domeniile aparaturii medicale, echipamentelor periferice de calculatoare, mecanisme și tehnică militară.
A practicat navomodelismul și a primit numeroase premii și mențiuni la campionatele naționale, europene și mondiale de navomodelism, inclusiv o medalie de Bronz la Campionatul Mondial de Navomodelism în 1967.
În ianuarie 1970 a primit titlul de Maestru al Sportului pentru modelism.
A desfășurat o bogată activitate de popularizare a științei, făcând parte din redacția revistelor Știință și tehnică, Tehnium, Modelism din 1982 până în 1991, iar apoi din 1994 până în 2012 în cadrul redacției de știință a Televiziunii Române, unde a realizat numeroase emisiuni, printre care:
- Pas cu pas - magazin săptămânal de știință (1994-2000)
- Start Rec - 12 episoade
- Lumea de mâine - 8 episoade
- Povestiri cu Internet neașteptat - 14 episoade
- Zburătorii României - 40 episoade
- emisiuni realizate în cadrul unor cicluri mai ample, cum ar fi Universul Cunoașterii

A ocupat posturi de Consilier al ministrului, 1992 – 1996, Ministerul Tineretului și Sportului, 1996 – 2000 Ministerul Transporturilor, 2000 – 2004 Ministerul Comunicațiilor și al Tehnologiilor Informatice.
În perioada 2005-2007 a fost Membru în Consiliul de Administrație al IAR Brașov.
A editat revista Modelism din 1984 și până în 2012, promovând istoria marinei și aviației române, care au fost pasiunea sa de o viață, incluzând articole istorice și planuri pe teme navale. În paginile revistei au fost prezentate aproape toate unitățile Marinei Militare Române și numeroase nave tradiționale. 
Prin activitatea sa de zeci de ani de cercetare a contribuit la reconstituirea istoriei acestor arme.
A publicat peste 400 de articole cu caracter tehnico-științific, în revistele Știință și tehnică, Tehnium, Modelism, Tehnică și Tehnologie Militară cât și în publicații din Italia, Franța, SUA și Marea Britanie.

## Premii și decorații
Premii: 
- Mențiune a Academiei Române pentru „Corăbii Străbune” în 1983
- Premiul de televiziune al Asociației ROMATOM în 2000 pentru emisiunile și documentarele din 1999 relativ la protecția mediului și energetica nucleară.
- Premii acordate de Muzeului Aviației Române
- Premiul revistei Magazin Istoric pentru materiale cu caracter original

Decorații:
- Ordinul „Pentru Marină” cls.1 oferit de Asociația Veteranilor din România
- Diploma de Pilot Onorific al Forțelor Aeriene în 2006

## Cărți publicate
- Third Axis, Fourth Ally, (Arms and Armour, Londra, 1995; Ediția a II-a, Editura Hailer, Florida, SUA, 2004);
- Operation Tidal Wave, (Lela Presse, Franța, 2003);
- Navomodele - Vechi nave românești, (1979);
- Corăbii Străbune, (1983);
- Dialogul Omului cu marea, (1985);
- Low Danube Paddle Steamers, (Editura Modelism, București, 1995);
- Seaplanes over the Black Sea 1941-1944, (Editura Modelism, București, 1995);
- Danube Monitors, (Editura Modelism, București, 1996);
- Romanian Navy in WW2, (Editura Modelism, București, 1996);
- Jets in Romanian Air Force Colours, (Editura Modelism, București, 1997);
- La chasse de Nuit Germano-Roumaine 1943-1944, (Editura Modelism, București, 1997);
- Roumanian Black Hussars, Grupul 3 picaj, (Editura Modelism, București, 1998);
- Marina în Primul Război Mondial, (Editura Modelism, București, 2000);
- Oțel, aburi, și torpile, marina în războiul de independență, (Editura Modelism, București, 2001);
- Escadrila Albă, (Editura Modelism, București, 2002);
- Romanian Aeronautics in WW2, (Editura Modelism, București, 2003);
- Romanian Navz Torpedo-Boats, (Editura Modelism, București, 2003);
- 222 Best Rumanian Royal Navy Pictures 1941-1945, (Editura Modelism, București, 2007);
- 222 Best Rumanian Royal Air Force Pictures 1941-1945, (Editura Modelism, București, 2008);
- Romanian Aeronautics in WW1, (Editura Modelism, București, 2009);
- Henri Coandă și avioanele sale, (Editura Modelism, București, 2010);
- Războiul submarin în Marea Neagră, (Editura Modelism, București);
- „Moș Neață”- IAR-39, (Editura Modelism, București);
- Louis Bleriot și Aeronautica Română, (Editura Modelism, București);
- Heinkel 114, (Editura Modelism, București);
- Blindatele Dunării, (Editura Modelism, București);
- Hidroaviația României, (Editura Modelism, București);
- Crăciunoiu, Cristian; Iliescu, Liviu (1993). Înmormântarea unui proiect românesc GETTA. București: Editura Modelism. ISBN 973-810-1069.